# Україна на зимових Олімпійських іграх 2018
Україна брала участь у зимовій Олімпіаді 2018 у Пхьончхан (Південна Корея) з 9 по 25 лютого 2018 року. 
У медальному заліку, вигравши одну золоту медаль, Україна поділила з Угорщиною 21/22 місце.

## Медалісти
| Медалі | Спортсмени          | Вид спорту | Дисципліна            | Дата      |
| ------ | ------------------- | ---------- | --------------------- | --------- |
| Золото | Олександр Абраменко | Фристайл   | акробатика (чоловіки) | 18 лютого |

## Учасники
| Спорт               | Чоловіки | Жінки | Всього |
| ------------------- | -------- | ----- | ------ |
| Біатлон             | 5        | 6     | 11     |
| Гірськолижний спорт | 1        | 1     | 2      |
| Лижне двоборство    | 1        | 0     | 1      |
| Лижні перегони      | 2        | 2     | 4      |
| Санний спорт        | 4        | 2     | 6      |
| Скелетон            | 1        | 0     | 1      |
| Сноубординг         | 0        | 1     | 1      |
| Фігурне катання     | 2        | 2     | 4      |
| Фристайл            | 1        | 2     | 3      |
| Всього              | 17       | 16    | 33     |

## Біатлон

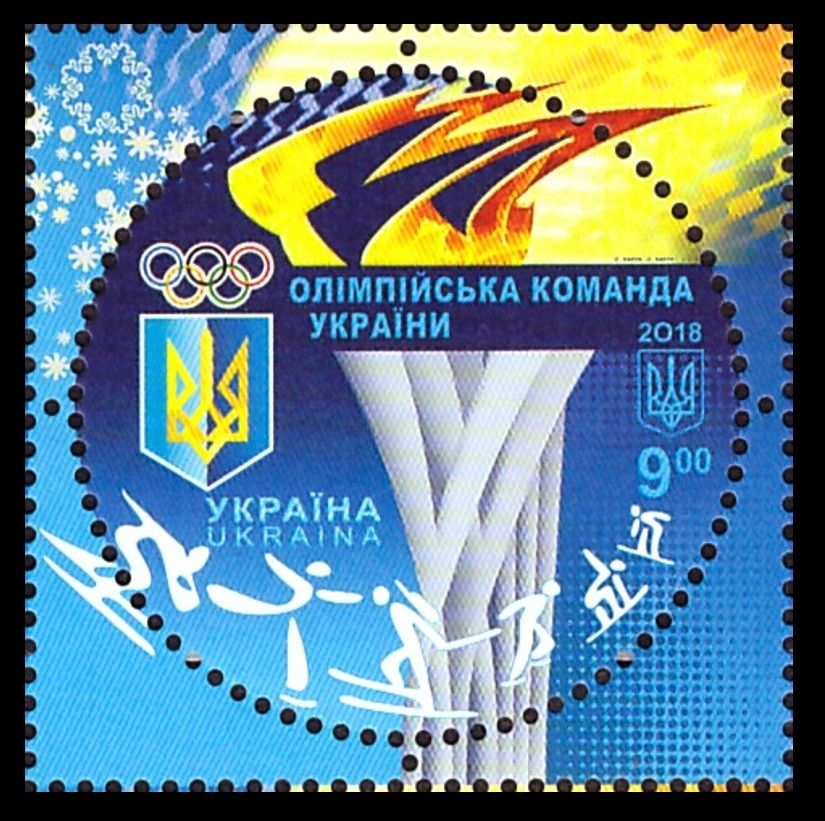
Марка України. 2018. «Олімпійська команда України».

Спортсменів — 11
Чоловіки
| Спортсмени                                                    | Змагання             | Час       | Промахи     | Відставання | Місце |
| ------------------------------------------------------------- | -------------------- | --------- | ----------- | ----------- | ----- |
| Дмитро Підручний                                              | спринт               | 24:27,5   | 0 (0+0)     | +48,7       | 21    |
| Дмитро Підручний                                              | гонка переслідування | 36:53,2   | 4 (1+0+2+1) | +4:01.5     | 34    |
| Артем Прима                                                   | спринт               | 25:14.9   | 2 (1+1)     | +1:36.1     | 40    |
| Артем Прима                                                   | гонка переслідування | 37:16,3   | 6 (1+1+2+2) | +4:24.6     | 38    |
| Артем Прима                                                   | індивідуальна гонка  | 52:36.5   | 4 (1+2+0+1) | +4:32.7     | 46    |
| Сергій Семенов                                                | спринт               | 25:24,9   | 1 (0+1)     | +1:46,1     | 46    |
| Сергій Семенов                                                | гонка переслідування | 38:23,7   | 5 (1+0+2+2) | +5:32.0     | 49    |
| Сергій Семенов                                                | індивідуальна гонка  | 52:57.9   | 3 (1+0+1+1) | +4:54.1     | 53    |
| Володимир Сємаков                                             | спринт               | 26:31.7   | 3 (1+2)     | +2:52.9     | 78    |
| Володимир Сємаков                                             | індивідуальна гонка  | 51:32.1   | 1 (0+1+0+0) | +3:28.3     | 31    |
| Артем Тищенко                                                 | індивідуальна гонка  | 51:15.2   | 0 (0+0+0+0) | +3:11.4     | 29    |
| Артем Прима Сергій Семенов Володимир Сємаков Дмитро Підручний | естафета             | 1:20:17.3 | 11 (0+11)   | +5:00.8     | 9     |

Жінки
| Спортсмени                                                    | Змагання             | Час       | Промахи     | Відставання | Місце |
| ------------------------------------------------------------- | -------------------- | --------- | ----------- | ----------- | ----- |
| Юлія Джіма                                                    | індивідуальна гонка  |           |             |             |       |
| Віта Семеренко                                                | спринт               | 22:00.7   | 1 (0+1)     | +54.5       | 14    |
| Віта Семеренко                                                | гонка переслідування | 32:54.4   | 4 (2+1+1+0) | +2:19.1     | 18    |
| Віта Семеренко                                                | індивідуальна гонка  |           |             |             |       |
| Віта Семеренко                                                | мас-старт            | 38:25.3   | 3           | +3:02.3     | 24    |
| Валентина Семеренко                                           | спринт               | 23:20.9   | 3 (2+1)     | +2:14.7     | 46    |
| Валентина Семеренко                                           | гонка переслідування | -         | -           | -           | -     |
| Валентина Семеренко                                           | індивідуальна гонка  |           |             |             |       |
| Валентина Семеренко                                           | мас-старт            | 37:39.9   | 1           | +2:16.9     | 19    |
| Олена Підгрушна                                               | -                    | -         | -           | -           | -     |
| Анастасія Меркушина                                           | спринт               | 23:32.3   | 3 (2+1)     | +2:26.1     | 55    |
| Анастасія Меркушина                                           | гонка переслідування | 35:30.4   | 5 (0+2+2+1) | +4:55.1     | 46    |
| Ірина Варвинець                                               | спринт               | 24:48.1   | 5 (1+4)     | +3:41.9     | 73    |
| Ірина Варвинець Віта Семеренко Юлія Джіма Анастасія Меркушина | естафета             | 1:13:44.8 | 12 (2+10)   | +1:41.4     | 11    |

### Змішана команда
| Спортсмени                                              | Змагання         | Час       | Промахи | Відставання | Місце |
| Ірина Варвинець Юлія Джіма Дмитро Підручний Артем Прима | змішана естафета | 1:09:46.4 | (0+5)   | +1:12.1     | 7     |
| ------------------------------------------------------- | ---------------- | --------- | ------- | ----------- | ----- |

## Гірськолижний спорт
Спортсменів — 2
| Спортсмени     | Змагання | 1 спуск | 2 спуск | Усього | Місце |
| -------------- | -------- | ------- | ------- | ------ | ----- |
| Іван Ковбаснюк | Слалом   | 1:24.21 | -       | -      | -     |
| Ольга Книш     |          |         |         |        |       |

## Лижне двоборство
Спортсменів — 1
| Спортсмен       | Змагання                  | Стрибки із трампліна | Стрибки із трампліна | Стрибки із трампліна | Лижна гонка | Лижна гонка | Загалом | Загалом |
| Спортсмен       | Змагання                  | Дистанці             | Очки                 | Місце                | Час         | Місце       | Час     | Місце   |
| --------------- | ------------------------- | -------------------- | -------------------- | -------------------- | ----------- | ----------- | ------- | ------- |
| Віктор Пасічник | Нормальний трамплін/10 км | 89.5                 | 84                   | 36                   | 27:46.1     | 30          | 27:46.1 | 30      |
| Віктор Пасічник | Великий трамплін/10 км    |                      |                      |                      |             |             |         |         |

## Лижні перегони
Спортсменів — 4
Чоловіки
| Спортсмени          | Змагання | Класичним стилем | Класичним стилем | Вільним стилем | Вільним стилем | Фінал | Фінал       | Фінал |
| Спортсмени          | Змагання | Час              | Місце            | Час            | Місце          | Час   | Відставання | Місце |
| ------------------- | -------- | ---------------- | ---------------- | -------------- | -------------- | ----- | ----------- | ----- |
| Олексій Красовський |          |                  |                  |                |                |       |             |       |
| Андрій Орлик        |          |                  |                  |                |                |       |             |       |

Жінки
| Спортсмени       | Змагання | Класичним стилем | Класичним стилем | Вільним стилем | Вільним стилем | Фінал | Фінал       | Фінал |
| Спортсмени       | Змагання | Час              | Місце            | Час            | Місце          | Час   | Відставання | Місце |
| ---------------- | -------- | ---------------- | ---------------- | -------------- | -------------- | ----- | ----------- | ----- |
| Марина Анцибор   |          |                  |                  |                |                |       |             | 45    |
| Тетяна Антипенко |          |                  |                  |                |                |       |             | 43    |

## Санний спорт
Спортсменів — 6
| Спортсмени                                                   | Змагання         | Заїзд 1  | Заїзд 1 | Заїзд 2 | Заїзд 2 | Заїзд 3 | Заїзд 3 | Заїзд 4          | Заїзд 4          | Загалом  | Загалом | Загалом |
| Спортсмени                                                   | Змагання         | Час      | Місце   | Час     | Місце   | Час     | Місце   | Час              | Місце            | Час      | Відрив  | Місце   |
| ------------------------------------------------------------ | ---------------- | -------- | ------- | ------- | ------- | ------- | ------- | ---------------- | ---------------- | -------- | ------- | ------- |
| Андрій Мандзій                                               | Одиночні сани    | 1:02.935 | 40      | 48.473  | 40      | 47.981  | 19      | Завершив виступ  | Завершив виступ  | 2:39.309 | +16.450 | 40      |
| Антон Дукач                                                  | Одиночні сани    | 48.072   | 27      | 48.307  | 26      | 48.303  | 21      | Завершив виступ  | Завершив виступ  | 2:25.167 | +2.308  | 23      |
| Олександр Оболончик Роман Захарків                           | Пари             | 48.316   | 20      | 47.401  | 20      | Н/Д     | Н/Д     | Н/Д              | Н/Д              | 1:35.717 | +4.02   | 20      |
| Олена Стецьків                                               | Одиночні сани    | 50.599   | 30      | 48.303  | 29      | 47.929  | 28      | Завершила виступ | Завершила виступ | 2:26.831 |         | 29      |
| Олена Шхумова                                                | Одиночні сани    | 46.950   | 19      | 46.844  | 19      | 47.751  | 26      | Завершила виступ | Завершила виступ | 2:21.545 |         | 21      |
| Олена Шхумова Антон Дукач Олександр Оболончик Роман Захарків | Змішана естафета | 51.503   | 13      | 49.135  | 9       | 50.365  | 13      | Н/Д              | Н/Д              | 2:31.003 | +6.486  | 13      |

## Скелетон
Спортсменів — 1
| Спортсмен            | Змагання | Заїзд 1 | Заїзд 1 | Заїзд 2 | Заїзд 2 | Заїзд 3 | Заїзд 3 | Заїзд 4 | Заїзд 4 | Загалом | Загалом |
| Спортсмен            | Змагання | Час     | Місце   | Час     | Місце   | Час     | Місце   | Час     | Місце   | Час     | Місце   |
| -------------------- | -------- | ------- | ------- | ------- | ------- | ------- | ------- | ------- | ------- | ------- | ------- |
| Владислав Гераскевич | Чоловіки | 51.26   | 14      | 51.16   | 15      | 51.21   | 17      | 50.85   | 7       | 3:24.47 | 12      |

## Сноубординг
Спортсменів — 1
| Спортсмен       | Змагання                       | Кваліфікація | Кваліфікація | Кваліфікація | Кваліфікація | 1/8 фіналу         | Чвертьфінал        | Півфінал           | Фінал              | Місце            |
| Спортсмен       | Змагання                       | Час 1        | Час 2        | Загалом      | Місце        | Суперник Результат | Суперник Результат | Суперник Результат | Суперник Результат | Місце            |
| --------------- | ------------------------------ | ------------ | ------------ | ------------ | ------------ | ------------------ | ------------------ | ------------------ | ------------------ | ---------------- |
| Аннамарі Чундак | Паралельний гігантський слалом | 1:00.12      | 46.52        | 1:46.64      | 28           | Завершила виступ   | Завершила виступ   | Завершила виступ   | Завершила виступ   | Завершила виступ |

## Фігурне катання
Спортсменів — 4
| Спортсмени                           | Змагання         | Коротка програма/ оригінальний танець | Коротка програма/ оригінальний танець | Довільна програма/ довільний танець | Довільна програма/ довільний танець | Усього           | Усього           |
| Спортсмени                           | Змагання         | Результат                             | Місце                                 | Результат                           | Місце                               | Результат        | Місце            |
| ------------------------------------ | ---------------- | ------------------------------------- | ------------------------------------- | ----------------------------------- | ----------------------------------- | ---------------- | ---------------- |
| Ярослав Паніот                       | Чоловіче катання | 46.58                                 | 30                                    | Завершив виступ                     | Завершив виступ                     | Завершив виступ  | Завершив виступ  |
| Ганна Хниченкова                     | Жіноче катання   | 47.59                                 | 29                                    | Завершила виступ                    | Завершила виступ                    | Завершила виступ | Завершила виступ |
| Олександра Назарова / Максим Нікітін | Танці на льоду   | 57.97                                 | 21                                    | Завершили виступ                    | Завершили виступ                    | Завершили виступ | Завершили виступ |

## Фристайл
Спортсменів — 3
| Спортсмени          | Змагання   | Кваліфікація | Кваліфікація | Кваліфікація | Кваліфікація | Фінал            | Фінал            | Фінал            | Фінал            | Фінал            | Фінал            |
| Спортсмени          | Змагання   | Перша        | Перша        | Друга        | Друга        | Стрибок 1        | Стрибок 1        | Стрибок 2        | Стрибок 2        | Стрибок 3        | Стрибок 3        |
| Спортсмени          | Змагання   | Оцінка       | Місце        | Оцінка       | Місце        | Оцінка           | Місце            | Оцінка           | Місце            | Оцінка           | Місце            |
| ------------------- | ---------- | ------------ | ------------ | ------------ | ------------ | ---------------- | ---------------- | ---------------- | ---------------- | ---------------- | ---------------- |
| Олександр Абраменко | Акробатика | 123.01       | 9            | 123.08       | 4 Q          | 125.67           | 3 Q              | 125.79           | 4 Q              | 128.51           | 1                |
| Ольга Полюк         | Акробатика | 82.21        | 10           | 55.50        | 17           | Завершила виступ | Завершила виступ | Завершила виступ | Завершила виступ | Завершила виступ | Завершила виступ |
| Тетяна Петрова      | Могул      | 46.19        | 29           | 23.07        | 20           | Завершила виступ | Завершила виступ | Завершила виступ | Завершила виступ | Завершила виступ | Завершила виступ |